# Fabrique Nationale de Herstal
La Fabrique Nationale de Herstal (anche FN Herstal, Fabrique Nationale e abbreviata in FN) è una azienda belga produttrice di armi da fuoco. 
Possiede la U.S. Repeating Arms Company (Winchester) e la Browning Arms Company, azienda produttrice di armi statunitense fondata dalla famiglia di John Moses Browning.

## Storia
Venne fondata nella città di Herstal, vicino a Liegi nel 1889 col nome di "Fabrique Nationale d'Armes de Guerre" ("Fabbrica Nazionale d'armi da Guerra") per fabbricare 150.000 fucili Mauser, commissionati dal governo belga.
Si occupò anche - fino a poco dopo la prima metà del XX secolo - di autoveicoli in Belgio, come automobili che vennero prodotte a Herstal nei primi anni del secolo, mentre si continuò a realizzare motociclette fino al 1965. Nel 1977 ha acquisito la Browning Arms Company, e nel 1989 la Winchester Repeating Arms Company dopo la dichiarazione di fallimento da parte di quest'ultima.

## Prodotti

### Pistole
- FN M1900: pistola semi-automatica a carrello con munizioni .32 ACP.
- FN M1903: pistola semi-automatica a carrello con munizioni obsolete 9 × 20 mm SR (o 9 mm Browning Long).
- FN M1905: pistola semi-automatica a carrello con munizioni .25 ACP.
- FN M1910: pistola semi-automatica con munizioni .32 ACP e .380 ACP.
- FN HP35: High Power 1935 o anche GP35 (Grande Puissance), pistola semi-auto in 9 parabellum (7,65 Parabellum e 9x21 in Italia) adottata da Belgio, Lituania, FFAA tedesche (durante la seconda guerra mondiale), Inghilterra e Canada (nel dopoguerra), e altre decine di nazioni, prodotta in milioni di esemplari, uno dei classici delle armi corte, la prima ad usare un caricatore bifilare estraibile da 13 (e 20) colpi. Copiata dalla Polonia per ottenere la Radom Pistolet wz.35 Vis. Considerata una delle migliori pistole automatiche mai costruite.
- FN Five-seveN: pistola semi-auto moderna, il quale nome riflette il calibro delle munizioni 5,7 × 28 mm.
- FN Forty-Nine: pistola semi-auto, il quale nome riflette le due camerature disponibili .40 S&W e 9 Parabellum.
- FN FNP: pistola semi-auto che nasce come una "Forty-Nine in Polimero", ma che diventa una serie di pistole diversamente camerate, in 9 Para, .357 SIG, .40 S&W e .45 ACP.

### Fucile a canna liscia
- Auto-5
- B-25

### Pistole mitragliatrici
- FN P90: arma da difesa personale avanzata con munizioni 5,7 × 28 mm

### Carabine e fucili d'assalto
- FN F2000: fucile d'assalto bullpup moderno con munizioni 5,56 × 45 mm NATO
- FN FAL: Fusil Automatique Leger , fucile da battaglia con munizioni 7,62 × 51 mm NATO
- FN CAL: Carabine Automatique Legere, uno dei primi fucili d'assalto calibro 5,56 mm
- FN FNC: Fabrique Nationale Carabine, fucile d'assalto calibro 5,56 mm
- FN SCAR: SOF (Special Operations Forces) Capable Assault Rifle, fucile d'assalto modulare con versioni dedicate da 5,56 mm e 7,62 mm
- FN M1949: fucile semiautomatico per munizioni 7 x 57 mm Mauser, 7.65 x 53 mm Mauser, .30-06 Springfield e 7.92 × 57 mm (8 mm Mauser)
- FN SPR: un fucile a otturatore girevole-scorrevole per tiratori scelti per 7,62 x 51 mm
- FN Tactical Police Shotgun: fucile a pompa calibro 12

### Mitragliatrici
- FN MAG Mitrailleuses D'Appui General , mitragliatrice calibro 7.62 mm, conosciuta nelle versioni di fabbricazione britannica come L7
- FN Minimi: Mini-mitrailleuse, mitragliatrice per 5.56 × 45 mm NATO in uso in diversi eserciti nelle varianti:
  - M249 SAW e Mk 46 Mod 0 versioni USA dell'FN Minimi
  - Mk 48: variante per 7,62 × 51 mm NATO dell'M249
  - M240 versione USA
- BRG-15: mitragliatrice in sviluppo grande calibro per 15,5 × 115 mm

## Curiosità
- La mitragliatrice aeronautica Browning britannica da .303, introdotta alla fine degli anni trenta ed usata nella seconda guerra mondiale, era in realtà costruita su licenza della FN, in quanto derivante da un design di John Browning, e non una "Colt-Browning" come spesso viene definita.

- La FN e John Browning svilupparono congiuntamente la pistola Browning GP35 'Hi-Power', dove GP sta per Grand Puissance.

- Una delle armi divenute famose prodotte dall'azienda fu la pistola semi-automatica FN M1910 calibro .32 ACP con munizioni 7,65 x 17 mm (numero di serie 19074), fu utilizzata per assassinare l'Arciduca Francesco Ferdinando, il cui omicidio è ritenuto una delle cause scatenanti della prima guerra mondiale.

- Nella saga videoludica Splinter Cell, il protagonista Sam Fisher utilizza una pistola FN Five-seveN e un fucile immaginario chiamato SC2000 (ispirato comunque all'FN F2000).